# Ippolita
Ippolita est un groupe de recherche indépendant créé en Italie en 2005. 
Dans une perspective interdisciplinaire, parfois aussi qualifiée d' « indisciplinaire » par les auteurs, il élabore une critique de « l'informatique de la domination ». Cette expression est reprise au Manifeste cyborg de Donna Haraway, mais Ippolita lui confère une conceptualité propre qu'il affine et enrichit, au fil de ses ouvrages.
Les livres d'Ippolita sont rédigés collectivement, de manière collaborative et non-hiérarchique. Le groupe insiste sur la dimension conviviale de ce processus (en se référant à Ivan Illich) et se présente parfois comme une « communauté écrivante ». Ce mode d'écriture est imprégné à la fois des pratiques collectives de la culture numérique et des expériences littéraires d'écriture hétéronyme. En cela, Ippolita se rapproche de groupes comme Luther Blissett et Wu Ming.
Jusqu'à présent, les ouvrages d'Ippolita ont toujours été publiés sous licence copyleft.

## Origine
Ippolita voit le jour en 2005 au sein du hacklab du centre social milanais ReLOAd:::reality hacking. Il est lié à la mouvance hacker italienne et plus particulièrement aux hacklabs autogérés et au circuit underground du Hackmeeting italien.

## Ouvrages

### Open non è free
Le premier livre d'Ippolita est intitulé Open non è free (Open n'est pas libre). Il est lancé à l'occasion du Hackmeeting de Naples de 2005. L'ouvrage retrace l'ascension de l'open source aux dépens du logiciel libre et de sa portée politique. Cette histoire est éclairée par différentes mises au point sur l'éthique hacker, l'évolution des licences et les méthode de développement de logiciels.

### Le Côté obscur de Google
En 2007, Ippolita publie Luci e Ombre di Google (ouvrage d'abord publié en français en 2008 sous le titre La Face cachée de Google, puis réédité en 2011 sous le titre Le Côté obscur de Google). Cette fois encore, le livre est présenté, en avant-première, au Hackmeeting de Parme en 2006.
L'analyse du cas de Google, présenté comme un « système de gestion des connaissances incroyablement invasif », sert de point de départ à une critique de l'industrie (alors émergente) des métadonnées et de la « domination technocratique ».
Luci e Ombre di Google est traduit en plusieurs langues, outre le français : en espagnol, en 2010 ; et en anglais, en 2013, grâce au soutien de Geert Lovink et de l'Institut of Network Culture, dans une version électronique augmentée.

### J'aime pas Facebook
En 2012, Ippolita publie Nell'acquario di Facebook (qui paraît la même année en français sous le titre J'aime pas Facebook). Facebook y est considéré comme le symptôme le plus parlant des évolutions qui traversent alors le monde de l'informatique : apparition et massification des médias sociaux, des smartphones, etc. L'ouvrage critique plus spécifiquement l'idéologie de la transparence radicale et les mécanismes de profilage des utilisateurs. Il s'intéresse aussi à l'influence culturelle de l'anarcho-capitalisme dans le monde des nouvelles technologies, y compris là où l'on ne l'attend pas forcément (Partis pirates, PayPal, certaines tendances d'Anonymous, Wikileaks...). 
En anglais, l'ouvrage est traduit par Patrice Riemens et d'abord publié en feuilleton sur la liste de discussion sur la culture de l'Internet Nettime. Il a ensuite été publié en 2015, en version numérique, par l'Institut of Network Culture et Geert Lovink. Celui-ci a d'ailleurs déclaré au quotidien italien La Repubblica « votre pays peut s'enorgueillir d'avoir les plus fins critiques de Facebook au monde. Lisez leur travail ! » 

### La Rete è libera e democratica. Falso!
En 2014, avec La Rete è libera e democratica. Falso! (Internet est libre et démocratique. Faux!) Ippolita retrouve une approche plus similaire à celle de son premier ouvrage. Il ne s'agit plus d'opérer la critique d'un « dispositif » particulier (comme Google ou Facebook) puis de l'élargir à des phénomènes plus généraux (transparence radicale, pornographie émotionnelle, etc.), mais de s'attaquer à un phénomène général pour en analyser les déclinaisons. 
L'affirmation récurrente du caractère démocratique d'Internet est prise comme point de départ et se voit peu à peu réfutée. Pour ce faire, Ippolita rappelle et approfondit certaines critiques réalisées dans les précédents ouvrages. Un ensemble de mises au point techniques (différence entre Internet et le Web, mécanismes de profilage, Big Data, etc.) et conceptuelles (publié ne veut pas dire public, open ne veut pas dire libre, différence entre égalité et isonomie, etc.) viennent compléter le propos. Là où certains parlent d'un Internet démocratique, Ippolita décèle une « algocratie » (algo-, pour algorithme et -cratie du grec ancien κράτος / krátos, « pouvoir » ou kratein, « commander »). Internet se voit qualifié d'« état d'exception de masse  », dans le sillage des considérations du philosophe Giorgio Agamben sur l'état d'exception en politique.
En 2016, l'ouvrage est publié en espagnol, dans une version augmentée, sous le titre Ídolos ¿La Red es libre y democrática? ¡Falso! (Idoles. Internet est libre et démocratique ? Faux!)

### Anime elettriche
En 2016, avec Anime elettriche (Âmes électriques), Ippolita change encore de point de vue. Ce n'est plus un objet technologique ou une plate-forme en ligne qui occupe le centre des réflexions du groupe, mais l'utilisateur. Ce sont, plus précisément, les effets qu'ont sur lui certaines technologies analysées dans les précédents livres (médias sociaux en tête) ainsi que les transformations sociales qui en découlent qui sont ici abordés. Ippolita s'intéresse ainsi aux rapports entre l'utilisateur et son alter ego numérique, à la pornographie émotionnelle, à la logique de la confession, à la ludification ou encore au digital labor.

### En français
- Ippolita, J'aime pas Facebook, Payot & Rivages, Paris, 2012
- Ippolita, Le Côté obscur de Google, Payot & Rivages, Paris, 2012
- Ippolita, La Face cachée de Google, Payot & Rivages, Paris, 2008

### En italien
- Ippolita, Anime elettriche, Jaca Book, Milano, 2016
- Ippolita, La rete è libera e democratica. Falso!, Laterza, Bari, 2014
- Ippolita, Nell'acquario di Facebook. La resistibile ascesa dell'anarco-capitalismo, Ledizioni, Milano, 2012
- Ippolita, Luci e ombre di Google. Futuro e passato dell'industria dei meta dati, Feltrinelli, Milano, 2007
- Ippolita, Open non è free. Comunità digitali tra etica hacker e mercato globale, Eleuthera, Milano, 2005